# Joya Marleen
 (janvier 2025).
Joya Marleen, née le 28 avril 2003 à Saint-Gall, est une auteur-compositrice-interprète suisse.

## Biographie
Joya Marleen naît Joya Schedler le 28 avril 2003 à Saint-Gall, en Suisse. Elle a un frère, Maurus, guitariste dans le groupe de rock Unlsh et mixeur de house beats.
Son père, Kuno Schedler (de), est professeur à l'Université de Saint-Gall et membre d'un groupe de musique country chantant en dialecte saint-gallois.
Elle grandit à Saint-Gall.

## Parcours artistique
Son premier titre, Nightmare, sort en 2020, et son premier EP, Joya Marleen, en 2021. Elle remporte en 2022 trois Swiss Music Awards et assure par la suite les premières parties du groupe allemand Mighty Oaks.
Elle sort son premier album, intitulé The Wind is Picking Up en janvier 2025,.